# A.L. Rowse
A.L. Rowse, właśc. Alfred Leslie Rowse (ur. 4 grudnia 1903, zm. 3 października 1997) – brytyjski historyk, poeta, pamiętnikarz, biograf i krytyk; zajmujący się historią elżbietańskiej Anglii i piszący książki o Kornwalii.

## Życiorys
Urodził się w Tregonissey niedaleko St Austell w Kornwalii jako syn Dicka Rowse'a, kopacza gliny porcelanowej i Annie Vaston. Uczęszczał do gimnazjum w St. Austell i zdobył stypendium Christ Church w Oksfordzie, uzyskując dyplom z wyróżnieniem pierwszej klasy w historii (1925), wtedy został również wybrany Fellow of All Souls. W tym okresie nawiązał liczne kontakty towarzyskie ze środowiskami naukowymi, politycznymi i literackimi, w których miał się obracać do końca życia. Bezskutecznie kandydował do parlamentu z Penryn i Falmouth w 1931 i 1935. Po 1952 przeszedł na emeryturę i zamieszkał w swoim domu w Trenarren, gdzie spędził resztę życia.
Zaczął publikować stosunkowo późno, a jego pierwsza monografia historyczna „Sir Richard Grenville of the Revenge” została opublikowana w 1937. Książka „Tudor Cornwall” (1941) jeszcze bardziej wzmocniła jego autorytet i popularność. W latach 50-80. XX wieku napisał mnóstwo prac poświęconych zarówno historii, jak i Szekspirowi, i opublikował w tym czasie 65 ze swoich 105 książek; wydanych po 65 roku życia. W 1960 otrzymał doktorat honoris causa Uniwersytetu w Exeter, w 1982 Medal Bensona Królewskiego Towarzystwa Literackiego, a w 1996 tytuł honorowy tego towarzystwa.

## Przypisy

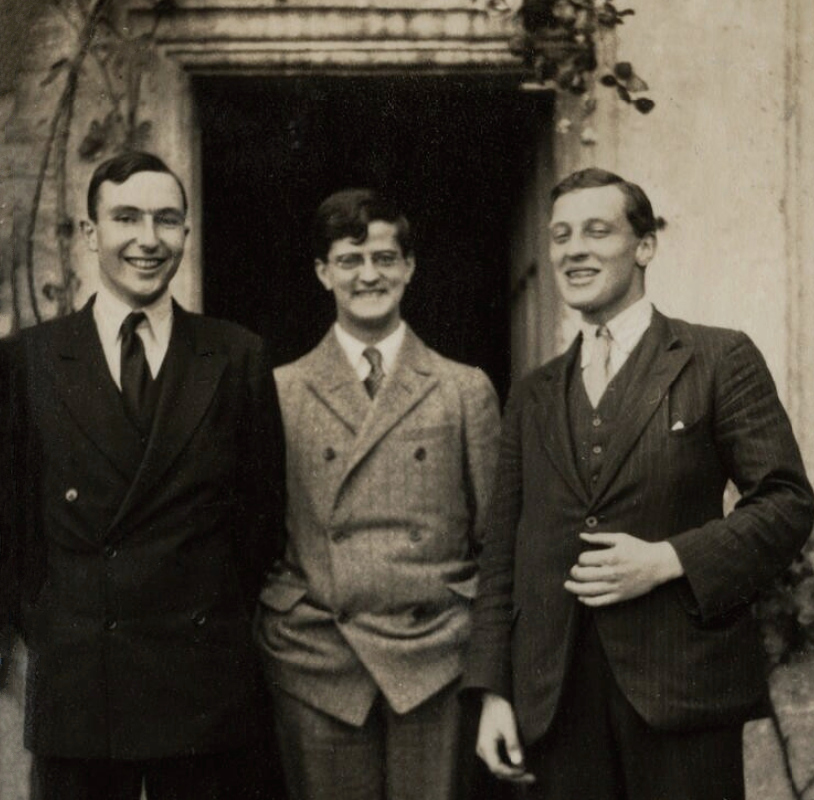
Roger Mellor Makins, I baron Sherfield, A.L. Rowse, Charles Evelyn Baring, I baron Howick of Glendale